# Hakkō ichiu

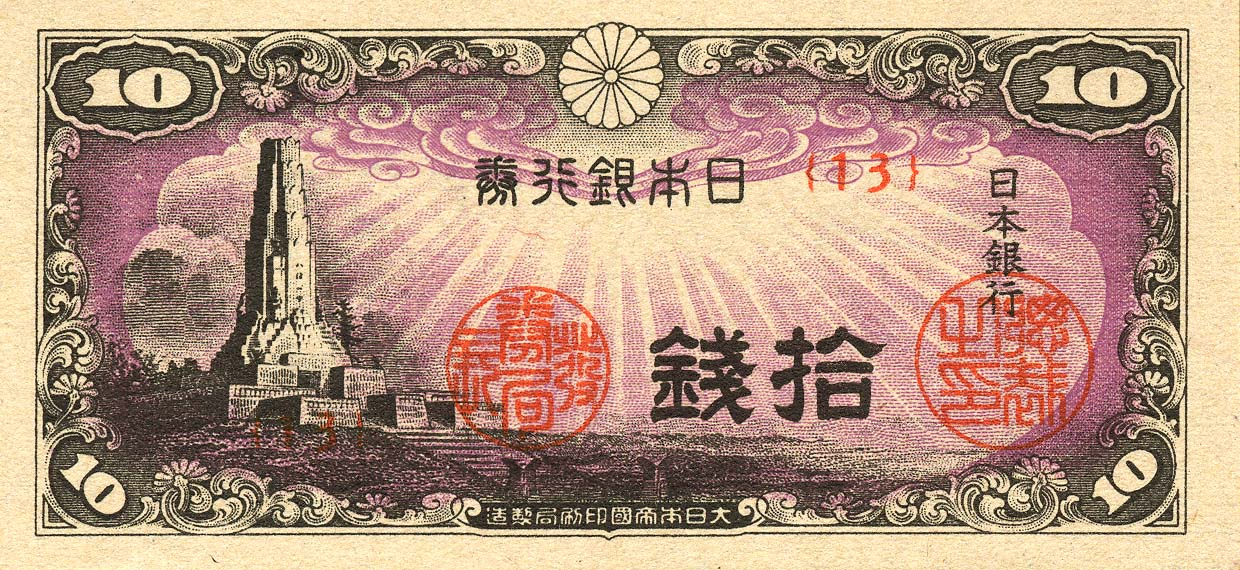
Billete de 10 yen japonés, que ilustra el monumento de Hakkō ichiu en la ciudad de Miyazaki. Publicado por primera vez en 1944.

Hakkō ichiu (en japonés: 八紘一宇, lit. 'corona de ocho cuerdas' o 'un techo o todo el mundo bajo un mismo techo') fue un lema de corte político del Imperio de Japón que se hizo muy popular desde la segunda guerra sino-japonesa hasta la Segunda Guerra Mundial, y fue popularizado en un discurso del primer ministro de Japón, Fumimaro Konoe el 8 de enero de 1940.

## Concepto
El término fue acuñado a principios del siglo XX por el activista político budista de la rama Nichiren nacionalista Tanaka Chigaku, que lo improvisó de partes de una declaración atribuida en la crónica Nihon Shoki al legendario primer emperador Jinmu en el momento de su ascensión al trono imperial. La declaración completa del emperador decía: "Hakkō wo ooute ie to nasan" (八紘を掩うて宇と為さん, o en el original chino-japonés: 掩八紘而爲宇), y significa: "Cubriré las ocho direcciones y las haré mi morada". El término hakkō (八紘), que significa "corona de ocho cuerdas", era una metáfora de happō (八方) u "ocho direcciones".
Ambiguo en su contexto original, Tanaka interpretó la declaración atribuida a Jinmu, en el sentido de que el gobierno imperial había sido divinamente ordenado para expandirse hasta que uniera al mundo entero. Si bien Tanaka vio este resultado como consecuencia del liderazgo moral del emperador, muchos de sus seguidores fueron menos pacifistas en su perspectiva, a pesar de que algunos intelectuales eran conscientes de las implicaciones y reacciones nacionalistas inherentes a este término. Koyama Iwao, discípulo de Nishida, y sacando el Sutra de la guirnalda, propuso la interpretación "ser incluido o encontrar un lugar". Este entendimiento fue rechazado por los círculos militares de la derecha nacionalista.

## Igualdad racial y de creciente expansionismo
Había suficientes japoneses en las 

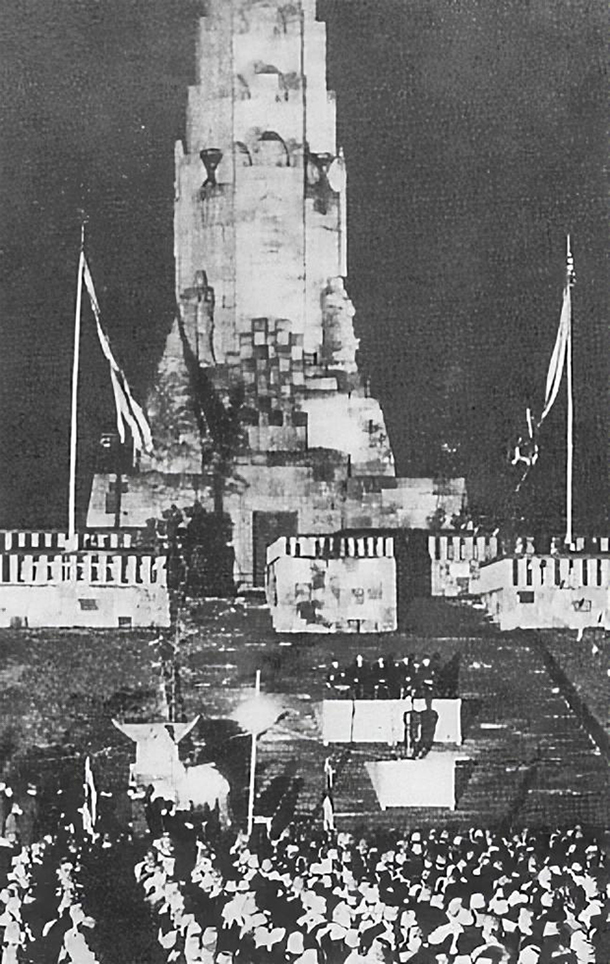
Ceremonia de fundación del monumento Hakko-Ichiu el 3 de abril de 1940. Tenía la caligrafía de Hakkō ichiu del príncipe Chichibu, tallada en su parte frontal.

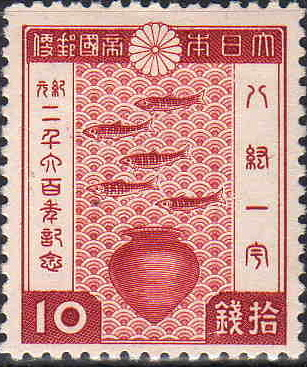
Estampilla japonesa de 10 sen antes de la guerra, que ilustra el Hakkō ichiu y el 2600 aniversario del Imperio Japonés.

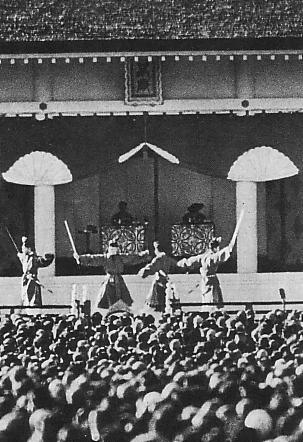
El Emperador Shōwa y la Emperatriz Kōjun Presidiendo la celebración del 2600 aniversario de la fundación mítica del Imperio en noviembre de 1940.

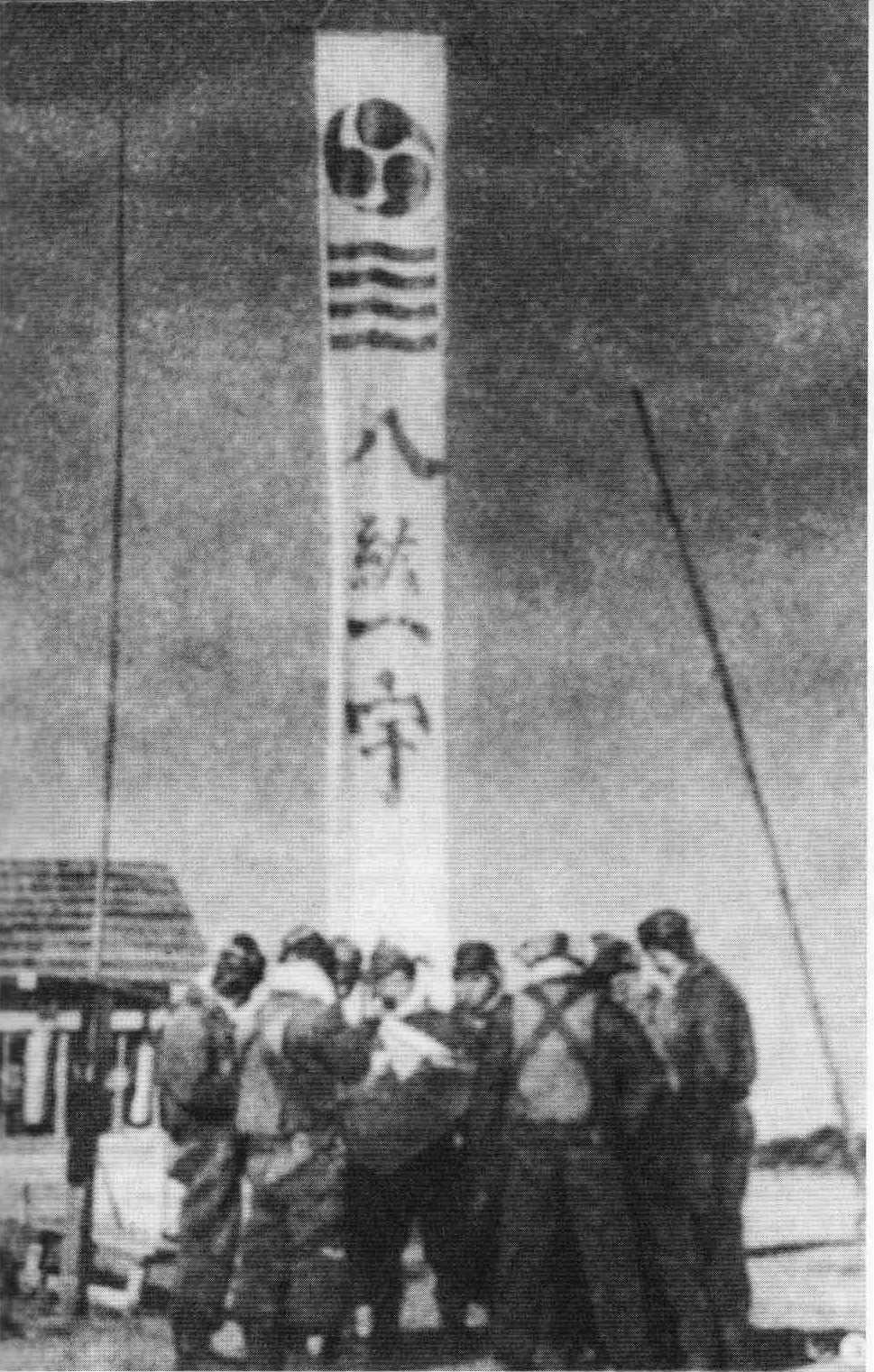
Pilotos japoneses que se reunieron bajo la bandera de Hakkō Ichiu durante la Guerra del Pacífico.

naciones occidentales que sufrían problemas de discriminación racial que en 1919, propuso una  Propuesta de igualdad racial en la Conferencia de Paz de París. Su propuesta recibió el apoyo de una mayoría, pero fue vetada por Woodrow Wilson, en violación de las reglas de la Conferencia sobre la mayoría de votos. En 1924, el Congreso de los Estados Unidos, promulgó la Ley de Exclusión Asiática, prohibiendo la inmigración de Asia. El 6 de diciembre de 1938, el Consejo de los Cinco Ministros, que era el consejo con mayor decisión en ese momento, tomó la decisión de prohibir la expulsión de los judíos de Japón, Manchuria, y de la  República de China en conformidad con el espíritu de igualdad racial. A partir de entonces, los japoneses recibieron refugiados judíos a pesar de la oposición de su aliado, la Alemania nazi.
Con el impacto económico de la crisis financiera Shōwa y la Gran Depresión, esto llevó en la década de 1930 al resurgimiento de movimientos nacionalistas, militaristas y expansionistas. El  Emperador Shōwa (conocido más comúnmente como Hirohito fuera de Japón) y su reinado se asoció con el redescubrimiento del Hakkō ichiu como elemento expansionista de las creencias nacionalistas japonesas.  Los tratados de limitaciones navales de 1921, y especialmente 1930, fueron vistos como un error en su efecto imprevisto en las luchas políticas internas en Japón; y los tratados proporcionaron un catalizador motivador externo que provocó elementos reaccionarios y militaristas a acciones desesperadas que eventualmente abrumaron a elementos civiles y liberales en la sociedad.
La evolución del Hakkō ichiu sirve como prueba de lo cambiante de estas relaciones faccionales durante la próxima década.
El término Hakkō ichiu no entró en circulación general hasta 1940, cuando la segunda administración de Konoe emitió un libro blanco titulado "Política nacional fundamental" (基本国策要綱 Kihon Kokusaku Yōkō), que comenzaba con estas palabras, y en la que el Primer Ministro Konoe proclamó que el objetivo básico de la política nacional de Japón era "el establecimiento de la paz mundial de conformidad con el espíritu mismo en el que se fundó nuestra nación" y que el primer paso fue la proclamación de un "nuevo orden en Asia Oriental" (東 亜 新 Tōa Shin Chitsujo), que más tarde tomó la forma de la "Esfera de Coprosperidad de la Gran Asia Oriental". En la forma más magnánima, el término se usó para indicar la creación de una hermandad universal implementada por el singular y virtuoso Yamato. Debido a que esto llevaría a las personas a la benevolencia paterna del emperador, la fuerza estaba justificada contra aquellos que resistían.
1940 fue declarado el 2600 aniversario de la fundación de Japón, en parte en celebración del hakkō ichiu. Como parte de las celebraciones, el gobierno inauguró oficialmente el Monumento  Hakko-ichiu  (ahora Torre Heiwadai) en lo que ahora es  Parque de la Paz de Miyazaki en la ciudad de  Miyazaki.

## Segunda Guerra Mundial
A medida que la segunda guerra sino-japonesa se prolongó sin conclusión, el gobierno japonés recurrió cada vez más al capital espiritual de la nación para mantener el espíritu de lucha.
La caracterización de la lucha como una "guerra santa" (戦 戦 seisen), que fundamenta de manera similar el conflicto actual en los sagrados comienzos de la nación, se hizo cada vez más evidente en la prensa japonesa en este momento. En 1940, se lanzó la Asociación de Apoyo al Régimen Imperial para brindar apoyo político a la guerra de Japón en China.
La propagación general del término Hakkō ichiu, encapsulado cuidadosamente esta visión de expansión según lo mandado en el origen divino de Japón, fue impulsado por preparativos para la celebración del 2600 aniversario de la ascensión de Jimmu (紀元二千六百年記念行事), la cual cayó en el año 1940 según la cronología tradicional. Las historias relataron que Jimmu, al encontrar cinco carreras en Japón, las había hecho a todas como "hermanos de una familia".

### Propósitos propagandísticos
Después de que Japón declaró la guerra a los aliados en diciembre de 1941, los gobiernos aliados produjeron varias propaganda citando el  Hakkō ichiu  como evidencia de que los japoneses pretendían  conquistar el mundo entero.
La traducción oficial ofrecida por los líderes contemporáneos fue "hermandad universal", pero se reconoció ampliamente que esa expresión significaba que los japoneses eran "iguales a los caucásicos pero, para los pueblos de Asia, actuamos como su líder". Por lo tanto, Hakkō ichiu quería significar armonía racial e igualdad. En general, sin embargo, la brutalidad y el racismo subsiguientes de los japoneses llevaron a que las personas de las áreas ocupadas consideraran a los nuevos imperialistas japoneses como iguales o (más a menudo) mucho peores que los imperialistas occidentales. El gobierno japonés ordenó que las economías locales se administraran estrictamente para la producción de materias primas de guerra para los japoneses.
Como parte de su esfuerzo de guerra, propaganda japonesa incluyó frases como "¡Asia para los asiáticos!" y enfatizó sobre la necesidad percibida de liberar a los países asiáticos de las potencias imperialistas. El fracaso en ganar la  guerra en China se atribuyó a la explotación británica y estadounidense de las colonias del sudeste asiático, a pesar de que los chinos recibieron mucha más ayuda de la Unión Soviética. En algunos casos, las poblaciones locales dieron la bienvenida a las tropas japonesas cuando invadieron, expulsando a británicos, franceses y otras potencias coloniales.

### Juicio Aliado
Hakkō Ichiu significaba unir a todos los rincones del mundo bajo un mismo gobernante, o hacer del mundo una sola familia. Este fue el supuesto ideal de la fundación del Imperio; y en su contexto tradicional no significaba más que un principio universal de humanidad, que estaba destinado en última instancia a penetrar en todo el universo. El camino hacia la realización de Hakkō Ichiu fue a través del gobierno benigno del Emperador; y, por lo tanto, el "camino del Emperador", el "Imperial" o el "Camino del Rey", era un concepto de virtud y una máxima de conducta. Hakkō Ichiu era la meta moral; y la lealtad al Emperador fue el camino que lo condujo.  A lo largo de los años que siguieron, se recomendaron medidas de agresión militar en los nombres de  Hakkō ichiu  que eventualmente se convirtieron en símbolos de la dominación mundial a través de la fuerza militar.

## Consecuencias
Desde el final de la Guerra del Pacífico, algunos han destacado el eslogan Hakkō ichiu como parte de un contexto de revisionismo histórico. El monumento Hakkō ichiu fue rebautizado como Heiwa no tou (Torre de la Paz) (平和 の 塔) en 1958 y aún sigue en pie.

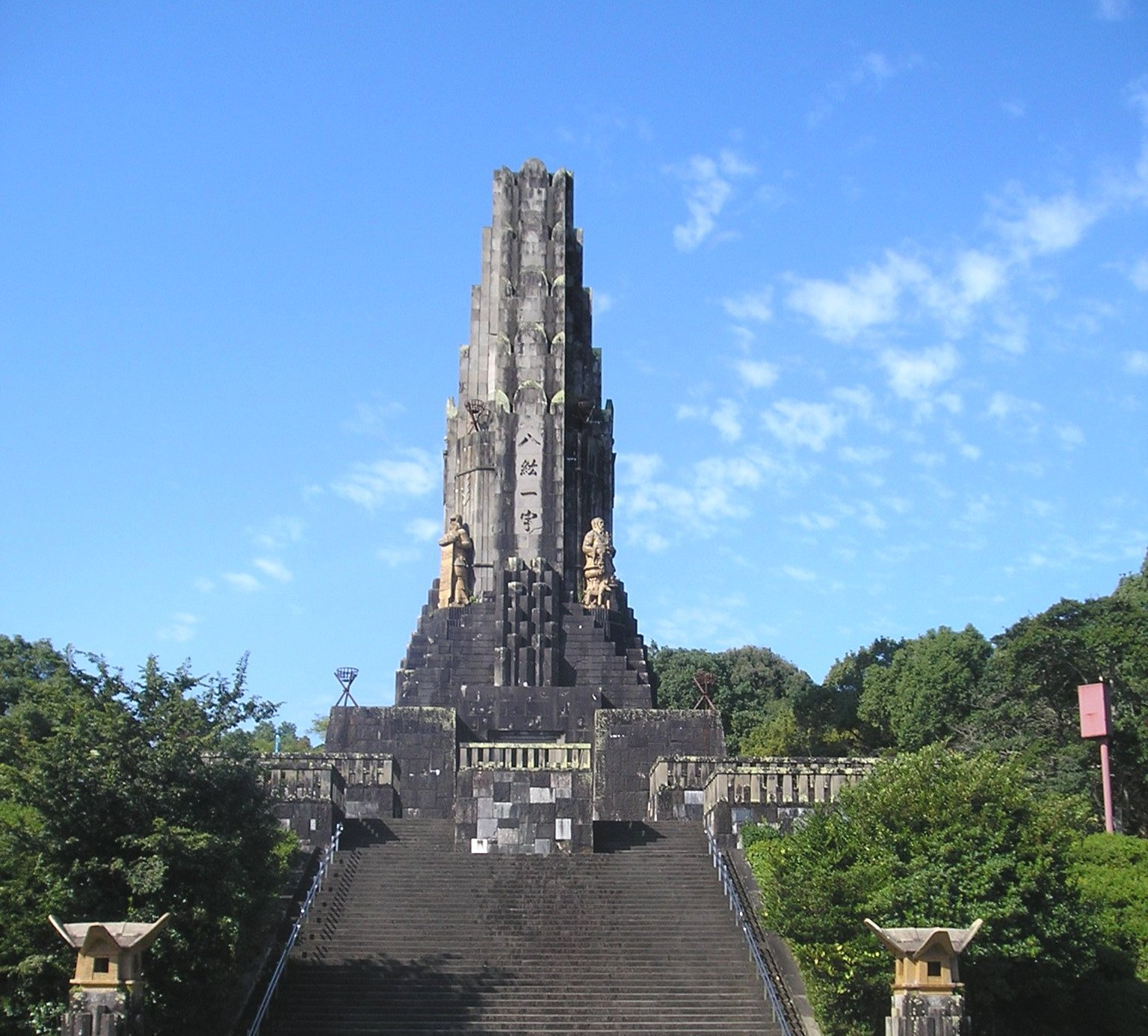
Monumento de Hakkō ichiu (rebautizado como Torre de la Paz) en 2010